# Bulbophyllum phormion
Bulbophyllum phormion är en orkidéart som beskrevs av Jaap J. Vermeulen. Bulbophyllum phormion ingår i släktet Bulbophyllum och familjen orkidéer. Inga underarter finns listade i Catalogue of Life.